# Weed Biology and Management
Weed Biology and Management is een internationaal, aan collegiale toetsing onderworpen wetenschappelijk tijdschrift op het gebied van de landbouwkunde en plantkunde. De naam wordt in literatuurverwijzingen meestal afgekort tot Weed Biol. Manag. Het wordt uitgegeven door Wiley-Blackwell namens de Weed Science Society of Japan en verschijnt 4 keer per jaar.